# Laura Carmichael
Laura Elizabeth Carmichael (* 18. července 1986, Southampton, Hampshire, Spojené království) je britská herečka. Do povědomí diváků vstoupila díky seriálu Panství Downton (Downton Abbey) a filmu Jeden musí z kola ven (Tinker Tailor Soldier Spy).
Narodila se roku 1986 v Southamptonu. Její matka se jmenuje Sarah a pracuje jako rentgenoložka, otec Andy Carmichael je softwarový specialista. Její pradědeček byl Norman Blackburn a za války byl letec.
Vzdělávala se v Shirley Junior School, The Mountbatten School a Peter Symonds College Bristol.
Začínala jako recepční v ordinaci lékaře[zdroj?]. Po absolvování Bristol Old Vic Theatre School v roce 2007 získala roli ve filmu Panství Downton jako Lady Edith Crawley. Hrála v divadle na West End v Čechovově hře Strýček Váňa v říjnu 2012. Je také hostující členkou The Fitzrovia Radio Hour, které uvádí divadelní hry ve stylu 40. let 20. století. V roce 2011 si zahrála s Benedictem Cumberbatchem ve filmu Jeden musí z kola ven. V roce 2014 se objevila ve filmu Madame Bovary.

## Filmografie

### Film
| Rok  | Název                                           | Role                               | Poznámky     |
| ---- | ----------------------------------------------- | ---------------------------------- | ------------ |
| 2011 | Jeden musí z kola ven                           | Sal                                |              |
| 2014 | Paní Bovaryová                                  | Henrietta                          |              |
| 2015 | Burn Burn Burn                                  | Seph                               |              |
| 2016 | Spojené království                              | Muriel Williamsová                 |              |
| 2019 | Panství Downton                                 | Edith Pelhamová, markýza z Hexhamu |              |
| 2022 | Panství Downton: Nová éra                       | Edith Pelhamová, markýza z Hexhamu |              |
| 2025 | Pokračování Panství Downton: Nová éra bez názvu | Edith Pelhamová, markýza z Hexhamu | Postprodukce |

### Televize
| Rok       | Název                     | Role                                   | Poznámky                     |
| --------- | ------------------------- | -------------------------------------- | ---------------------------- |
| 2009      | Dům na konci ulice        | Yvonne                                 | Televizní film               |
| 2010      | The Heart of Thomas Hardy | Hardyho služebná                       | Televizní film               |
| 2010–2015 | Panství Downton           | Lady Edith Crawleyová                  | Hlavní role                  |
| 2016      | Marcella                  | Maddy Stevensonová                     | Opakující se role; 4 epizody |
| 2017      | Muž v oranžové košili     | Daphne Talbotová                       | Episoda #1.1                 |
| 2019–2020 | Španělská princezna       | Markéta Poleová, hraběnka ze Salisbury | Hlavní role                  |
| 2020–2022 | The Secrets She Keeps     | Agatha                                 | Hlavní role                  |